# النخلة (حبيش)

تعديل مصدري - تعديل

النخلة محلة تابعة لقرية حبران، التابعة لعزلة بني شبيب بمديرية حبيش إحدى مديريات محافظة إب في الجمهورية اليمنية، بلغ تعداد سكانها 135 حسب تعداد اليمن لعام 2004.